# Simon Kulli
Mons. Simon Kulli (* 14. února 1973 Pistull) je albánský římskokatolický duchovní a biskup sapëský.

## Život
Narodil se 14. února 1973 ve vesnici Pistull.
Po střední škole nastoupil do diecézního semináře ve Skadaru. Dne 14. září 1999 přijal jáhenské svěcení a 29. června 2000 byl vysvěcen na kněze. Byl jedním z prvních kněží vysvěcených v Albánii po pádu komunismu. Stal se farním vikářem v obci Dajç a sekretářem biskupa sapëského. O dva roky později byl jmenován kancléřem kurie.
Roku 2006 byl ustanoven farářem katedrály blahoslavené Terezie z Kalkaty v Vau i Dejës. Byl ředitelem a delegátem Caritas Internationalis v Albánii. Roku 2010 se stal generálním vikářem a ekonomem diecéze Sapë.
Dne 15. června 2017 jej papež František jmenoval biskupem sapëským. Biskupské svěcení přijal 14. září z rukou arcibiskupa Charlese Johna Browna a spolusvětiteli byli arcibiskup Angelo Massafra a biskup Dodë Gjergji.